# Microstylum otacilius
Microstylum otacilius là một loài ruồi trong họ Asilidae. Microstylum otacilius được Walker miêu tả năm 1849. Loài này phân bố ở miền Ấn Độ - Mã Lai.